# The Last Burial
The Last Burial è un film nigeriano del 2000, diretto da Lancelot Oduwa Imasuen.
Il film è basato sugli avvenimenti reali attorno alla morte di Ogbuefi Nnamani.

## Trama
The Last Burial racconta la storia di un uomo con difficoltà finanziarie, a cui gli amici presentano un gruppo occulto al quale dovrà però offrire sacrifici umani. Per anni l'uomo vive una bella vita, fino all'arrivo del momento della sua morte, e il suo seppellimento creerà un gran numero di problemi.